# 哈里斯峰
哈里斯峰（英語：Harris Peak），是南極洲的山峰，位於葛拉漢地西岸的丹科海岸，處於雷克呂半島底部，海拔高度1,005米，根據英國研究隊拍攝的空中照片繪入地圖，現時由南極條約體系管理。